# Prestazione previdenziale
La prestazione previdenziale, nell'ambito di un sistema pensionistico senza patrimonio di previdenza gestito con uno schema pensionistico con formula delle rendite predefinita è il pubblico servizio a prestazione individuale per gli utenti di un'assicurazione sociale gestita da un ente previdenziale facente parte del sistema pensionistico obbligatorio e normalmente consiste nell'erogazione di una pensione o altro tipo di indennità in denaro o sotto forma di servizi in natura.  
La pensione si sostanzia quindi come lo strumento con cui lo Stato garantisce, ai propri cittadini, la sicurezza sociale nel rispetto del principio di coesione sociale.
La pensione viene pagata quindi con i contributi versati.